# Куп четири нације 2016.
Куп четири нације 2016. (службени назив: 2016 Rugby Championship) је било 21. издање овог најквалитетнијег репрезентативног рагби такмичења Јужне хемисфере, а 5. од проширења Купа три нације на Куп четири нације.
Турнир је одигран након летњих олимпијских игара у Бразилу. Титулу је освојио Нови Зеланд, који је такмичење завршио са максималним скором. Утакмица 6. кола Аргентина - Аустралија је одиграна на Твикенаму.

## Такмичење

### Прво коло
Аустралија - Нови Зеланд 8-42
Јужна Африка - Аргентина 30-23

### Друго коло
Нови Зеланд - Аустралија 29-9
Аргентина - Јужна Африка 26-24

### Треће коло
Нови Зеланд - Аргентина 57-22
Аустралија - Јужна Африка 23-17

### Четврто коло
Нови Зеланд - Јужна Африка 41-13
Аустралија - Аргентина 36-20

### Пето коло
Јужна Африка - Аустралија 18-10
Аргентина - Нови Зеланд 17-36

### Шесто коло
Јужна Африка - Нови Зеланд 15-57
Аргентина - Аустралија 21-33

## Табела
|   | Селекција    | ИГ | Д | Н | И | ПД  | ПП  | ПР   | БП | Б  |  |
| - | ------------ | -- | - | - | - | --- | --- | ---- | -- | -- |  |
| 1 | Нови Зеланд  | 6  | 6 | 0 | 0 | 262 | 84  | +178 | 6  | 30 |  |
| 2 | Аустралија   | 6  | 3 | 0 | 3 | 119 | 147 | -28  | 1  | 13 |  |
| 3 | Јужна Африка | 6  | 2 | 0 | 4 | 117 | 180 | -63  | 2  | 10 |  |
| 4 | Аргентина    | 6  | 1 | 0 | 5 | 129 | 216 | -87  | 1  | 5  |  |

| Шампион Јужне хемисфере 2016. |
| ----------------------------- |
| Нови Зеланд 14. титула        |

## Индивидуална стастика
Највише поена
- Боден Барет 81, Нови Зеланд

Највише есеја
- Бен Смит 5, Нови Зеланд